# روسونيري سبورت للاستثمار
شركة روسونيري سبورت للاستثمار - لوكسمبورغ (بالإنجليزية: Rossoneri Sport Investment Lux)‏ هي شركة مساهمة تمتلمها شركة «إيليوت ماندجمنت» الاستثمارية الأميركية، ويقع مقرها في دولة لوكسمبورغ، وتأسست عام 2017 من قبل رجل الأعمال الصيني يونغ هونغ لي، للإشراف على عملية شراء 99.93% من أسهم نادي إيه سي ميلان الإيطالي والمملوكة في السابق من قبل شركة فينينفيست الإستثمارية. وقد تم إنشاء الشركة في لوكسمبورغ بعدما حالت شروط الحكومة الصينية في منح التراخيص لنقل الأموال اللازمة لعملية الشراء. مما ساهم في فشل شركة الشركة الصينية الأوروبية للرياضية (بالإنجليزية: Sino Europe Sport)‏ في إنهاء الصفقة. تساهم في الشركة العديد من الشركات الكبيرة مثل شركة هايشيا كابيتال المدعومة من الحكومة الصينية، وشركة «إيليوت ماندجمنت» الاستثمارية الأميركية، والتي ساهمت بمبلغ 360 مليون يورو.
وفي 13 أبريل من عام 2017، تمت عملية الشراء. وقد نص الإتفاق المبرم على تحديد قيمة النادي بمبلغ 740 مليون يورو (825 مليون دولار أمريكي) إلى جانب مديونية قدرت بمبلغ 220 مليون يورو. كذلك نص الإتفاق على إلزام شركة روسونيري للإستثمار ضخ 350 مليون يورو في النادي على مدار الأعوام الثلاثة المقبلة من أجل التعاقدات اللاعبين، ليصبح بذلك مجموع الصفقة 1.3 مليار يورو. بعدها أعلن عن تنصيب يونغ هونغ لي بمنصب رئيس النادي، وماركو فاسوني بمنصب المدير التنفيذي.
لكن في صيف عام 2018 فشل الصيني يونغ هونغ لي في دفع الديون إلى شركة "إيليوت ماندجمنت، لتنتقل ملكية النادي إلى شركة "إإيليوت ماندجمنت" الاستثمارية الأميركية.